# Ansa de Perafita
L'Ansa de Perafita és una cala del límit dels termes comunals de Banyuls de la Marenda i de Cervera de la Marenda, a la comarca del Rosselló, a la Catalunya del Nord.
És a l'extrem nord-est del terme de Cervera de la Marenda i al sud-est del de Banyuls de la Marenda, al lloc on s'aboca en la Mediterrània el Rec de la Torrassa. Conté la platja del mateix nom, les Illes d'en Trencaviles, el Rec del Cony i, al límit oriental, el Port del Saurell. Al seu sud-est es troba el Centre Mèdic de Perafita i, una mica més al sud-est, el menhir de la Pedra Dreta. La via del tren, anomenada Camí de ferro a la regió, passa molt a prop de la cala, al sud-oest.
La seva platja fa quasi 200 metres de longitud, amb una amplada màxima de quasi 50 metres.